# Contigliano
Contigliano är en ort och kommun i provinsen Rieti i regionen Lazio i Italien. Kommunen hade 3 896 invånare (2018).